# Marechausseekazerne Meppelerstraatweg

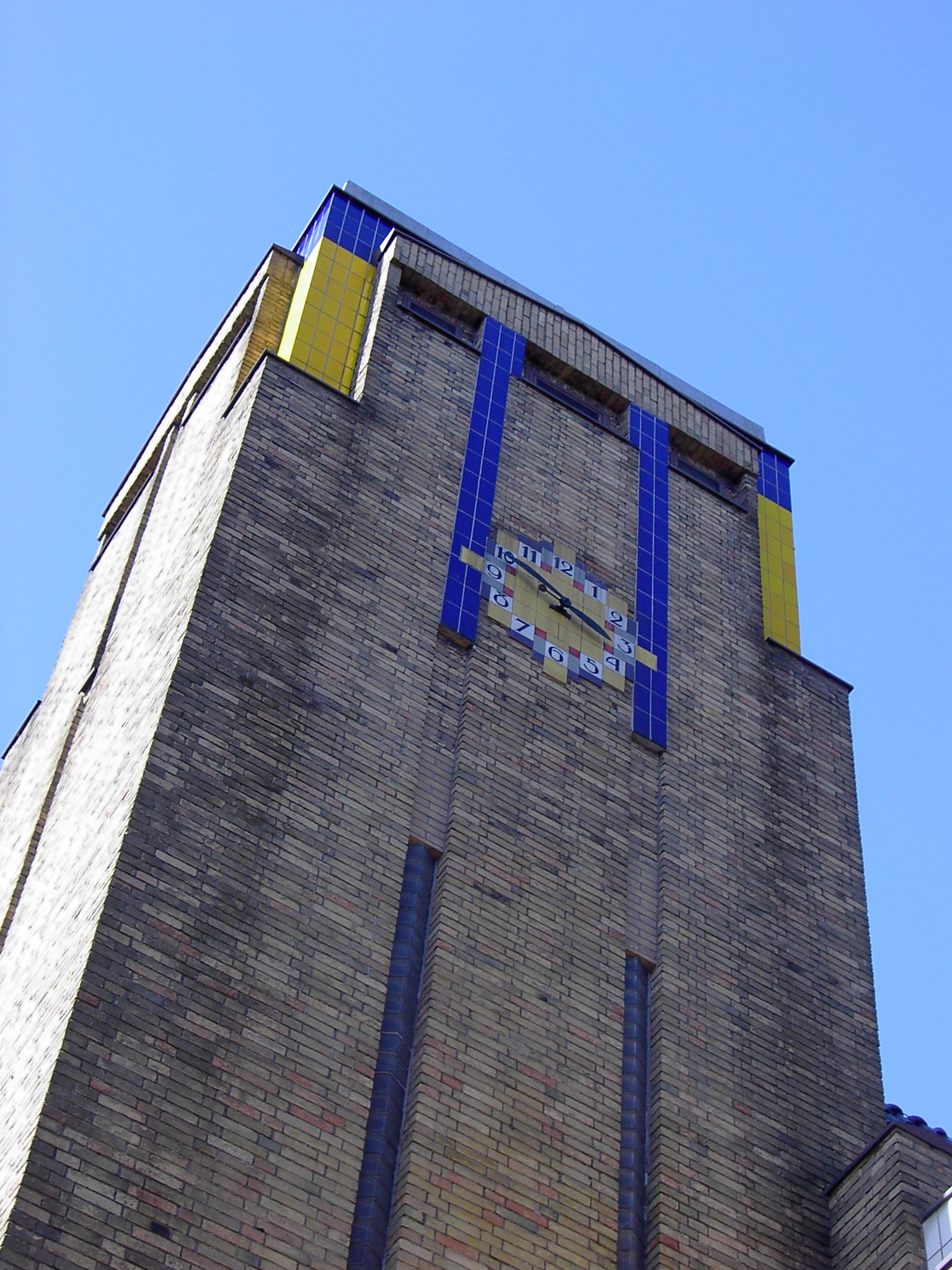
De toren

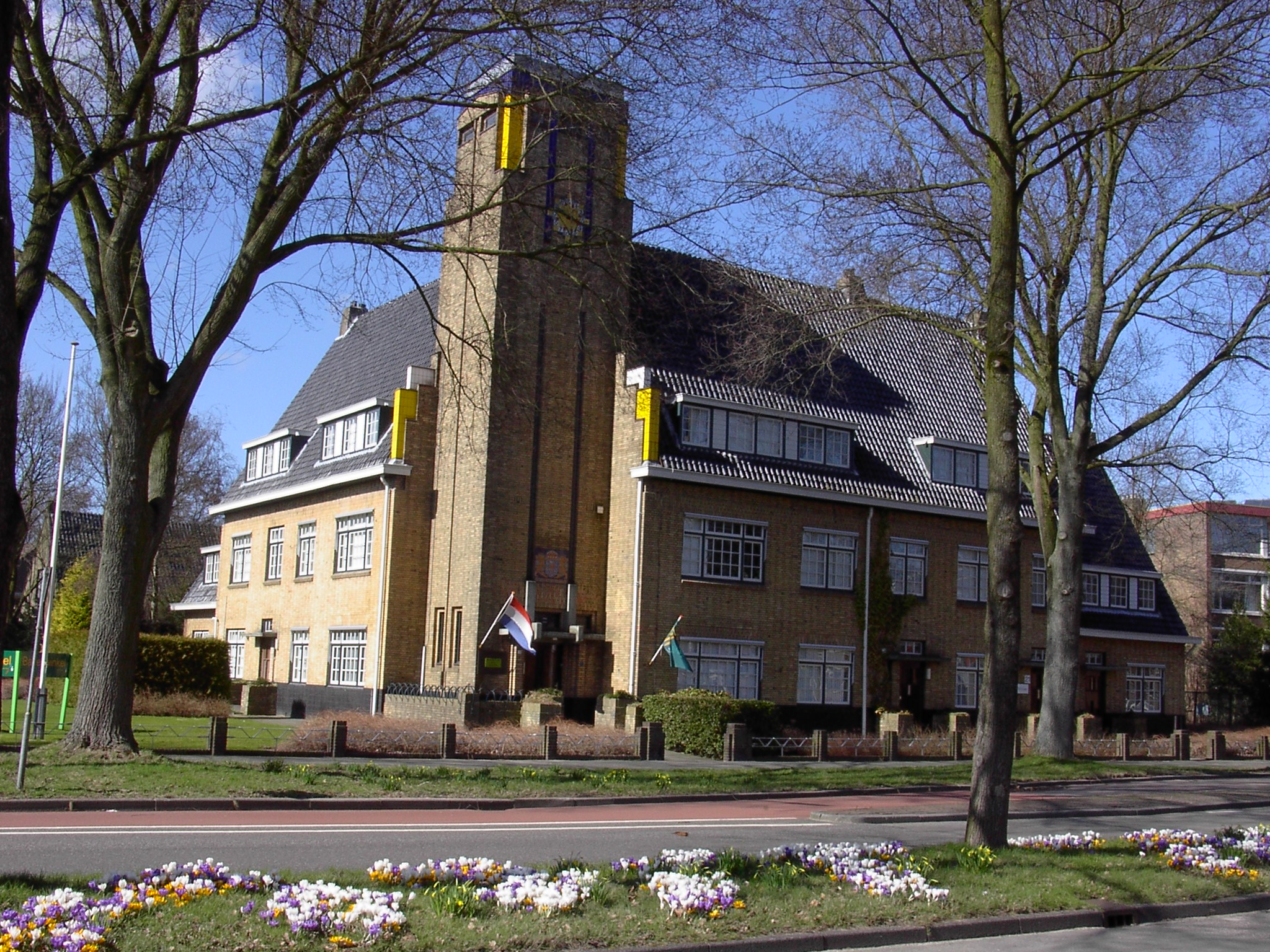
De gehele kazerne

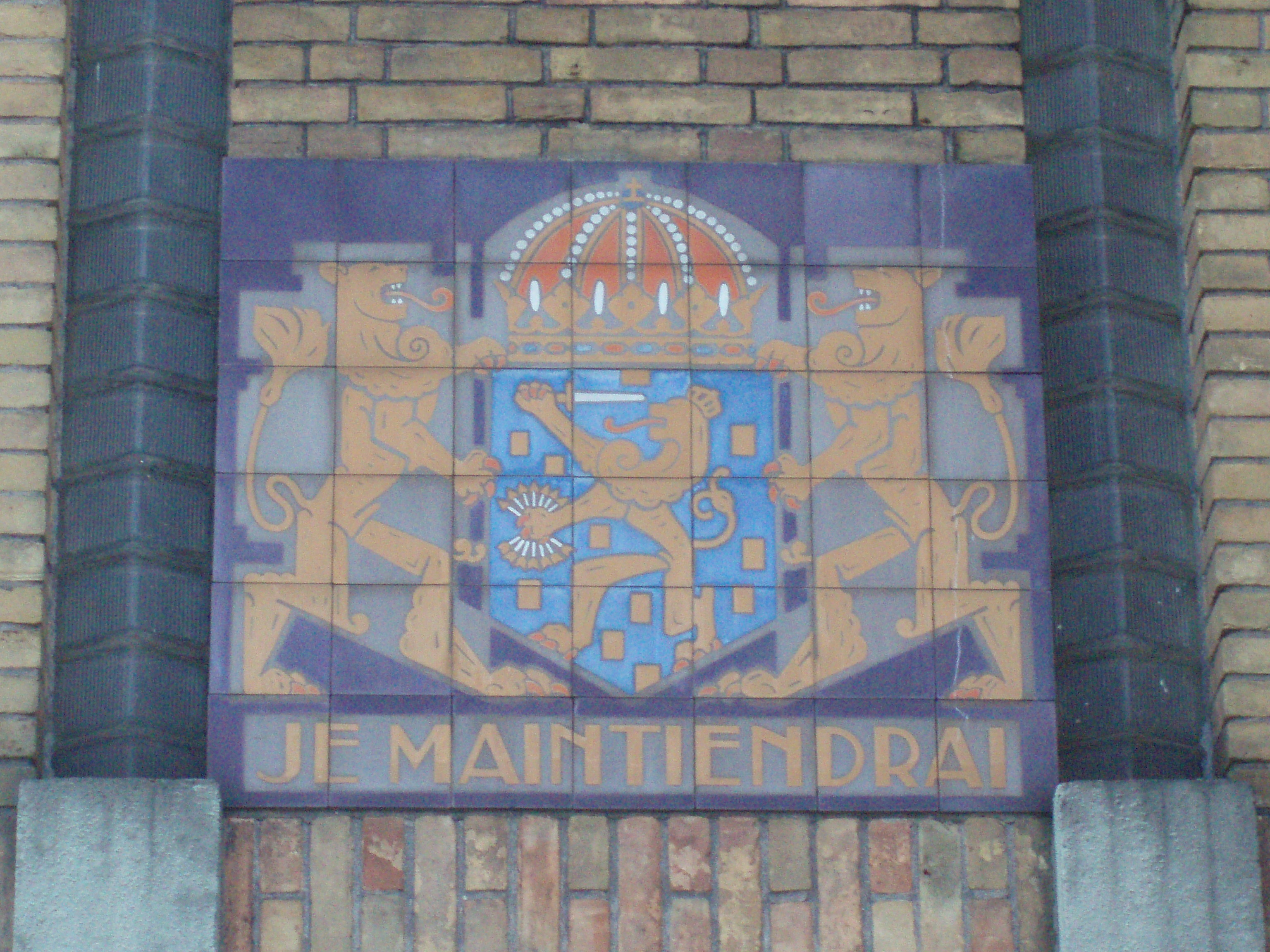
Wapen van Nederland in art-decostijl

De Marechausseekazerne aan de Meppelerstraatweg in Zwolle was oorspronkelijk een kazerne van de Koninklijke Marechaussee naar een ontwerp van de bouwkundige afdeling van de genie te Groningen.

## Geschiedenis
De kazerne is gebouwd in de periode tussen 1929 en 1931 in een art-decostijl met gele bakstenen, antracietgrijze dakpannen en teruggelegen muurvlakken die zijn voorzien van geglazuurde bakstenen. Architect was genie-officier A.G.M. Boost, die later ook de zogeheten Boostkazernes zou ontwerpen. Opvallend is de vierkante toren met een tegeltableau waarop een gestileerde vorm van het wapen van Nederland is te zien. Boven aan de toren bevindt zich een keramisch uurwerk. In 1998 is de kazerne aangewezen als rijksmonument. 

## Banenwinkel
Heden ten dage is het gebouw in gebruik als Banenwinkel van de Koninklijke Landmacht. Het gebouw werd op 28 januari 2001 beklad met leuzen door de actiegroep Vredesvingers. Zij protesteerden hiermee tegen "de werving van vooral jonge mensen voor een baan bij het leger". 
Op 20 maart 2005 was het gebouw wederom doelwit van een actie. Ditmaal van de actiegroep Onkruit die een vredesvlag hees en de naam van de Banenwinkel verwijderde.